# Khor
Le Khor (en russe : Хор) est une rivière de l'Extrême-Orient russe, qui coule dans le kraï de Khabarovsk.
C'est un affluent de l'Oussouri en rive droite, donc un sous-affluent de l'Amour.

## Géographie
Sa longueur est de 453 kilomètres et il draine un bassin de 24 700 km2. 
Le Khor prend naissance sur le versant occidental des monts Sikhote-Aline. Il adopte d'abord une direction globalement sud-ouest, empruntant une série de vallées dans la partie occidentale des montagnes. Dans la partie inférieure de son parcours, il effectue une série de boucles le menant finalement vers l'ouest, dans la vaste plaine où coule l'Oussouri. Il y baigne la ville de Khor, et peu après se jette dans l'Oussouri à 90 kilomètres au sud-sud-ouest de Khabarovsk.
La rivière est très abondante et peut occasionner des inondations catastrophiques. Son débit moyen de 394 m3/s, peut monter jusqu'à 5 000 m3/s.

## Gel - Navigabilité
Le Khor gèle à la fin du mois d'octobre ou au début du mois de novembre, et reste pris par les glaces jusque fin avril, voire début mai.
La rivière est navigable sur les derniers 196 kilomètres.

## Hydrométrie - Les débits mensuels à Khor
Le débit de la rivière a été observé pendant 44 ans (durant la période 1936-1985) à Khor, petite ville située à 36 kilomètres en amont de son confluent avec l'Oussouri . 
Le débit interannuel moyen ou module observé à Khor sur cette période était de 394 m3/s pour une surface de drainage de 24 500 km2, soit la quasi-totalité du bassin versant de la rivière. La lame d'eau écoulée dans ce bassin versant se monte ainsi à 507 millimètres par an, ce qui doit être considéré comme élevé.
Rivière alimentée en partie par la fonte des neiges, le Khor est un cours d'eau de régime pluvio-nival qui présente globalement deux saisons. 
Les hautes eaux se déroulent du printemps au début de l'automne, du mois de mai au mois de septembre. On observe annuellement un double sommet du débit. Le premier, le moins important, se déroule en mai et correspond au dégel et à la fonte des neiges de son bassin. Le second a lieu au mois d'août et est lié à la mousson d'été qui arrose tout l'Extrême-Orient asiatique.
Dès le mois de septembre et surtout d'octobre, le débit de la rivière baisse rapidement, ce qui mène à la période des basses eaux. Celle-ci a lieu de novembre à avril inclus. La rivière conserve durant toute la période des basses eaux un certain débit. 
Le débit moyen mensuel observé en mars (minimum d'étiage) est de 34,4 m3/s, soit 3,5 % du débit moyen du mois d'août (929 m3/s), ce qui montre l'amplitude très importante des variations saisonnières. Sur la durée d'observation de 44 ans, le débit mensuel minimal a été de 16,7 m3/s en mars 1951, tandis que le débit mensuel maximal s'élevait à 2 740 m3/s en août 1981.
En considérant la seule période estivale, libre de glaces (de mai à septembre inclus), le débit mensuel minimal observé a été de 224 m3/s en août 1980, niveau restant encore bien confortable. Un débit mensuel estival inférieur à 250 m3/s est rare. 